# Kadeho
Kadeho es una banda de rock alternativo de Costa Rica.

## Historia
Kadeho tuvo su origen a partir de una banda de covers formada en Puntarenas durante la época de colegio en los 90's. Los hermanos Roberto Brenes guitarrista, y Juan Carlos Brenes bajista, junto con Jorge Zumbado (Mechas) en la voz principal; la banda se llamaba Praxis y era compuesta por 6 integrantes incluyendo a David Ortega, José Elizondo y Miguel Huezo y que además contaron con varios cantantes hasta llegar a Mechas.
Después de deshacerse el grupo Praxis, Roberto inicia con Inconsciente Colectivo durante el "Pastillas Antidepresivas, Religiones y demás... para el alma" invitado por Rafa Ugarte baterista de Inconsciente en esa época y baterista de Praxis. Y terminó por un viaje a México que duró algunos meses, al volver e intentarlo de nuevo con Mechas y Juan Carlos ya en 1999 tiene la iniciativa de renovar el concepto musical e ideológico de la banda, y hacer una banda de rock original con algún sentido y objetivo. Es así como nace Kadeho, que al ser una banda que nace en Puntarenas, desarrolla un sonido diferente al incorporar elementos alternativos de la música tropical y criolla que el de la mayoría de las bandas de esos tiempos, muchas de las cuales eran originarias del Valle Central de Costa Rica.
Se integra a la banda el baterista Mario Miranda, quien había tocado con Mod Ska y que ahora formaba parte de Le Pop y Patterns. Miranda fue el único integrante que no era Puntarenense. La producción del primer disco fue elaborada en las playas de Puntarenas.
Luego de algunas presentaciones en vivo, el grupo grabó un demo y lo presentó a la disquera DDM. La disquera los aceptó, y de inmediato firmaron contrato.

## En Tierra Sukia
En el 2001 se internaron por unos días en la Cordillera de Talamanca, en la comunidad indígena Cachabri, y tomaron de ahí la inspiración para crear su primer disco. Así, lanzaron "En Tierra Sukia" en el 2001, bajo el sello DDM. Ese mismo año, se presentaron en el Rock Fest, el festival más importante del rock nacional.
El disco gozó de gran éxito en el mercado nacional, dándolos a conocer rápidamente entre el público. En noviembre del mismo año, la banda se llevó los premios ACAM por Producción Musical del Año en Rock, y Compositor y Autor Musical del Año.
Como primer sencillo, lanzaron el tema "Duerme en mi Piel", el cual llegó a los primeros lugares en varias listas de popularidad de emisoras nacionales. Sonó también en emisoras en Guatemala, Nicaragua, Panamá y Honduras, además de cinco emisoras en Yucatán, México, donde logró posicionarse entre las primeras 10 canciones más sonadas.
Al año siguiente, fueron invitados a participar en el Carnaval Mérida en México, donde fueron teloneros para la banda Moenia.
Como segundo sencillo del disco, lanzaron "Sola", para la cual además produjeron un videoclip. Gozó de gran éxito, y terminó de consolidar a la banda dentro de Costa Rica y Centroamérica. Posteriormente lanzaron como sencillos "Trejo", "Animal", y "El Duende". El éxito de estos sencillos los llevó a participar en el Rock Fest 2002.

## Hasta Que Vuelva a Amanecer
Después del éxito de su primer disco, continuaron tocando en vivo y componiendo material. En el 2003 entraron al estudio a grabar su segundo disco, esta vez con el productor Alberto Ortiz. El proceso de grabación tardó más de 5 meses; y en él estuvieron involucrados varios músicos invitados, más notablemente el percusionista David Solano. Así, el 30 de enero de 2004, se lanza oficialmente su segundo álbum: "Hasta Que Vuelva a Amanecer", con un estilo que ellos definen como de corte más urbano, con más influencia de rock clásico de los '60s y '80s.
De este segundo álbum se extrajeron tres sencillos que también tuvieron mucho éxito en el mercado nacional, entre ellos "Tan Lejos" y "No Puedo". Para este último grabaron también un video, dirigido por La Comuna, el cual enviaron a MTV. Gracias a ese video, salieron en el show Alerta MTV, en el cual se destacaban recomendaciones de bandas de rock de Latinoamérica. El video de "No Puedo" llegó a estar en rotación continua dentro de la programación de MTV Latinoamérica.
Luego de algunos desacuerdos estratégicos la banda se separa y siguen tocando esporádicamente.

## El Reencuentro 15 Años Después
El 14 de marzo de 2015, en el Festival Transitarte 2015 en San José Costa Rica, Kadeho se presenta para su reencuentro después de 10 años de estar separados. Adicionalmente anuncian la salida de un disco conmemorativo.

## Actualidad
Kadeho se volvió a reunir para la edición del Rock Fest 2022 celebrado en Parque Viva el sábado 14 de mayo de 2022, en una presentación de media hora que finalizó con su éxito más reconocido "Sola", no sin antes pasar por canciones como "Animal" entre otras. Esta presentación destaca porque "Mechas", el cantante de la banda, luce su pelo recortado sin los tradicionales dreads que solía ser su sello personal y que le dio el apodo. Aun así la banda dio una interpretación muy roquera de sus canciones incluso quitando algunos elementos más pasivos como la percusión tropical.
También tuvo una serie de presentaciones importantes en el 2024 como en el Picnic Fest el 17 de febrero, mismo día que grandes artistas de talla mundial. Posteriormente tuvieron su última presentación en el Festival Transitarte el 15 de marzo en el Parque Nacional en el centro de San Jose ante miles de personas tocando varios de sus éxitos.
Luego de su aparición en el Transitarte, han tenido un parón indefinido luego de acusaciones hacia el cantante por acoso sexual hacia una menor de 16 años mediante redes sociales. Esto llevó a la cancelación de sus conciertos programados como su presentación en el Rock Fest en el Museo de los Niños el 20 de abril.

## Discografía
- 2001 En Tierra Sukia
- 2004 Hasta Que Vuelva a Amanecer

## Sencillos
- 2002 Duerme En Mi Piel
- 2002 Sola
- 2002 Trejo
- 2002 Animal
- 2002 El Duende
- 2004 Tan Lejos
- 2005 No Puedo